# 車持千年
車持 千年（くらもち の ちとせ）は、奈良時代の歌人。姓は朝臣。
車持氏（車持君・車持朝臣）は上毛野氏の同族で、上野国の地方豪族。千年は元正天皇・聖武天皇に宮廷歌人として仕えたらしく、行幸に従駕した折の歌8首が『万葉集』に掲載されている(6‐0913・0914、0931・0932、0950～0953)。